# Pont Saint-Martin (Italie)
Le pont Saint-Martin (en patois valdôtain Pon Sèn Marteun, en langue walser Martinstäg) est un pont de l'époque romaine construit en pierre situé à Pont-Saint-Martin, dans la basse Vallée d'Aoste. Le pont Saint-Martin est souvent appelé dans le temps : Pont Romain. Sa construction remonte au Ier siècle av. J.-C., sous l'empire d'Auguste. Ce monument, mesurant 36 m de long (selon d'autres sources, 31,4 m) et 1 m environ d'épaisseur, représente l'un des ponts les plus grands et audacieux de l'Antiquité,. Le pont Saint-Martin est destiné à la circulation routière depuis plus de deux mille ans.

## Historique
Le pont se situe à Pont-Saint-Martin, l'un des principaux centres de la basse vallée. Il enjambe le torrent Lys, peu en amont du lieu où il se jette dans la Doire Baltée. Il faisait partie de la route consulaire des Gaules, qui traversait la vallée de la Doire Baltée jusqu'à Aoste, où elle se divisait en deux, vers les cols du Grand et du col du Petit-Saint-Bernard. Ce pont fut élargi entre les IIe et Ier siècles av. J.-C., au cours de l'expansion romaine au-delà des Alpes. La construction du pont actuel remonte sans doute à l'époque d'Auguste, et de la fondation de la ville d'Augusta Prætoria Salassorum, l'an 25 av. J.-C.. Les pierres taillées présentes dans les fondations suggèrent une construction précédente et similaire, remontant à 141 ou à 120 av. J.-C., lors de la construction de la première route militaire. Ce premier pont n'aurait pas résisté en raison de la technique de construction utilisée.

## Construction
Le pont Saint-Martin se différencie des ponts romains par la technique utilisée lors de sa construction, surtout par sa travée très grande et par son arc de voûte particulièrement subtil, montrant entre autres un caractère à forme de segment circulaire,.
Il s'agit de l'un des plus grands ponts romains au monde. Il mesure 5,8 m de large, mais les parapets réduisent l'espace de circulation à 4,6 m. Il mesure 12 m de haut des piédroits jusqu'à la surface de la voie de passage, et 13,6 m jusqu'à la limite supérieure du parapet.
Le pont Saint-Martin constitue l'un des rares exemples de pont à arc aplati connus pour l'Antiquité : le centre de l'arc se situe à 5,8 m au-dessous des impostes, à travers lesquels la voûte en berceau délimite un secteur circulaire de 144 degrés. Les dimensions de ce pont se différencient des gabarits habituels des ponts romains à arc demi-circulaire, c'est-à-dire 2 m de large pour 1 m de haut. Le profil plus aplati de l'arc a permis d'employer moins de matériau en hauteur, mais cela a rendu en même temps nécessaire l'utilisation de piédroits plus robustes, afin de mieux absorber le déplacement latéral. Les similitudes avec le pont de pierre d'Aoste laissent penser que sous la période d'Auguste la technique de l'arc segmentaire s'était imposée, du moins au niveau local.
Le caractère particulier du pont Saint-Martin se reconnaît aussi dans ses 71 coins portants, mesurant seulement 1,03 mètre d'épaisseur.
Les autres ponts romains conservés en Vallée d'Aoste sont le pont d'Aël (pont-aqueduc) à Aymavilles et le pont de pierre à Aoste.